# M-клас

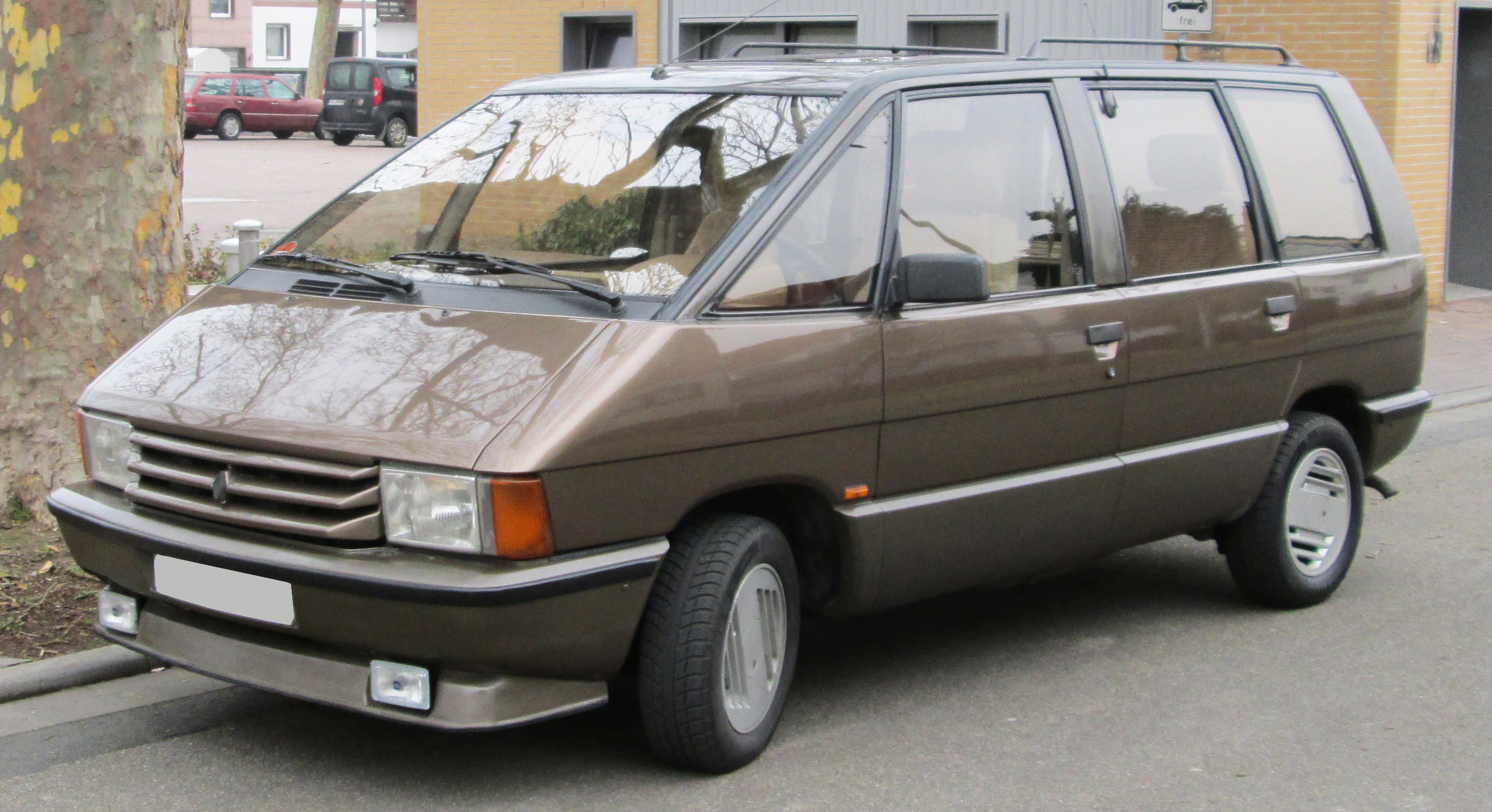
Renault Espace I (1984–1991)

M-клас є категорією в європейській класифікації легкових автомобілів, яка визначена як багатоцільовий автомобіль У недавньому минулому продажі автомобілів M-класу зростали в Європі кожен рік; у 2015 році він консолідується як четвертий за популярністю клас (11,5% від загального ринку після C-класу, J-класу та B-класу).

## Особливості
Ці автомобілі зазвичай використовуються для багатозадачності. Особливо, моделі зі знімними сидіннями (або просто розкладними площинами) для транспортування предметів навколо. Протягом десятиліть вони завоювали популярність у великих сім'ях, які раніше використовували універсали, тому що розсувні двері були набагато більш практичними для в'їзду, а також вони мали більше місць для сидіння. Розкішні MPV також з'явилися. Вони є популярними в Японії, але також експортуються.
Інші автомобілі в цьому класі повністю призначені для транспортування товарів, такі як легкі комерційні автомобілі або мінівени.
Типові автомобілі M-класу включають Renault Espace та Toyota Previa.

## Поточні моделі
У п'ятірку найпродаваніших повнорозмірних мінівенів в Європі входять Ford S-Max, SEAT Alhambra, Volkswagen Sharan, Renault Espace та Ford Galaxy. 

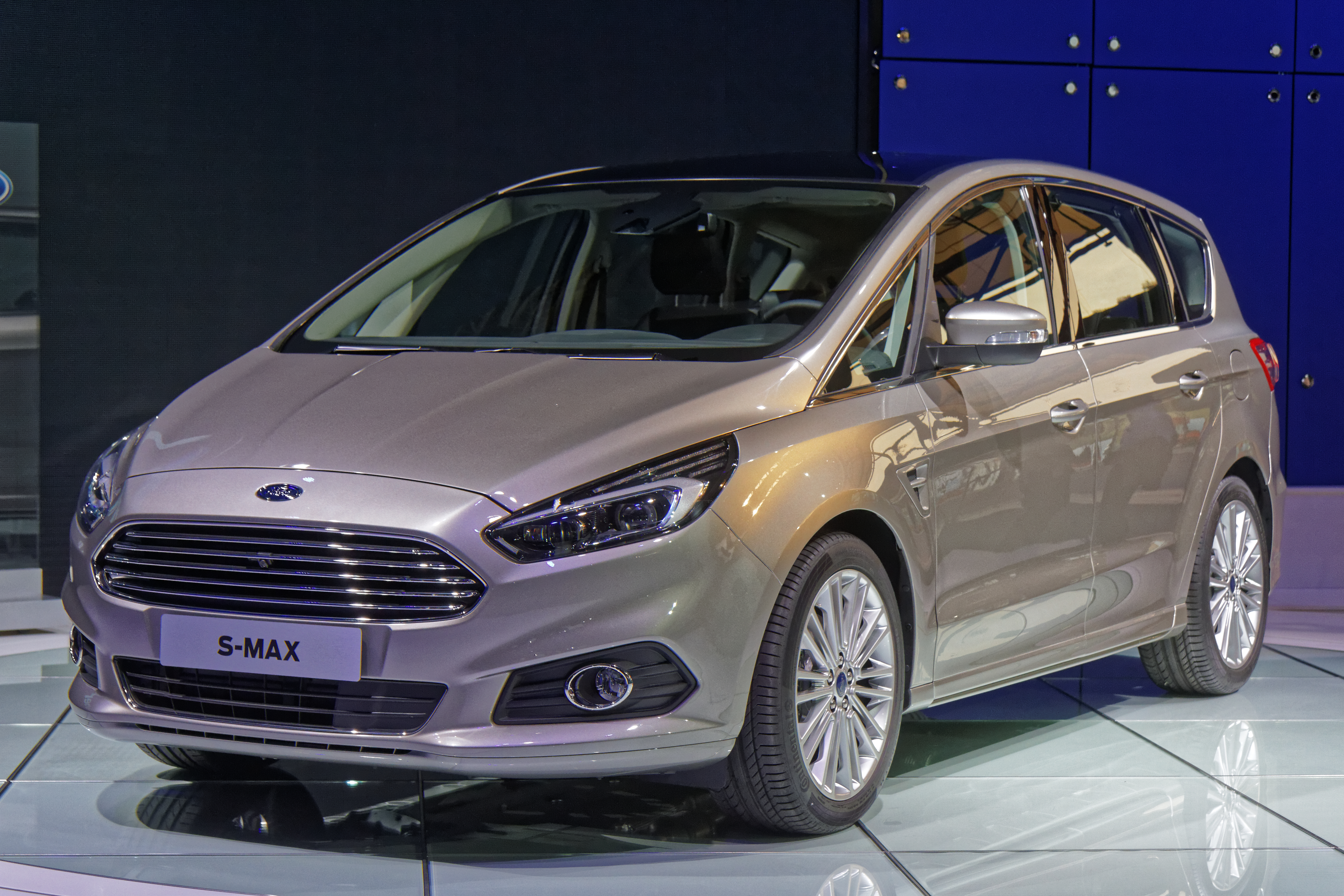
Ford S-Max Іспанія (2006-теперішній час)
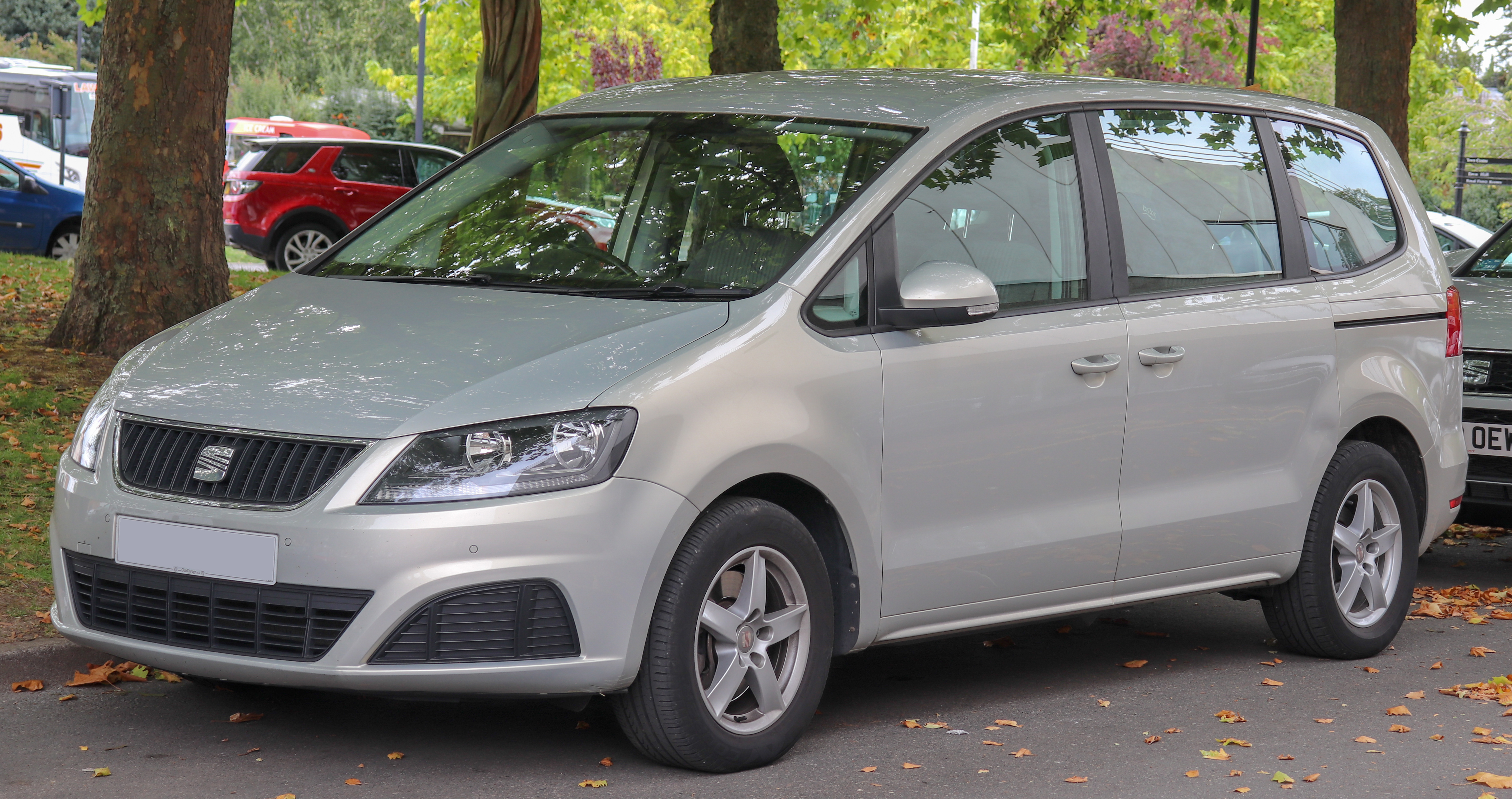
SEAT Alhambra Португалія (1996-теперішній час)
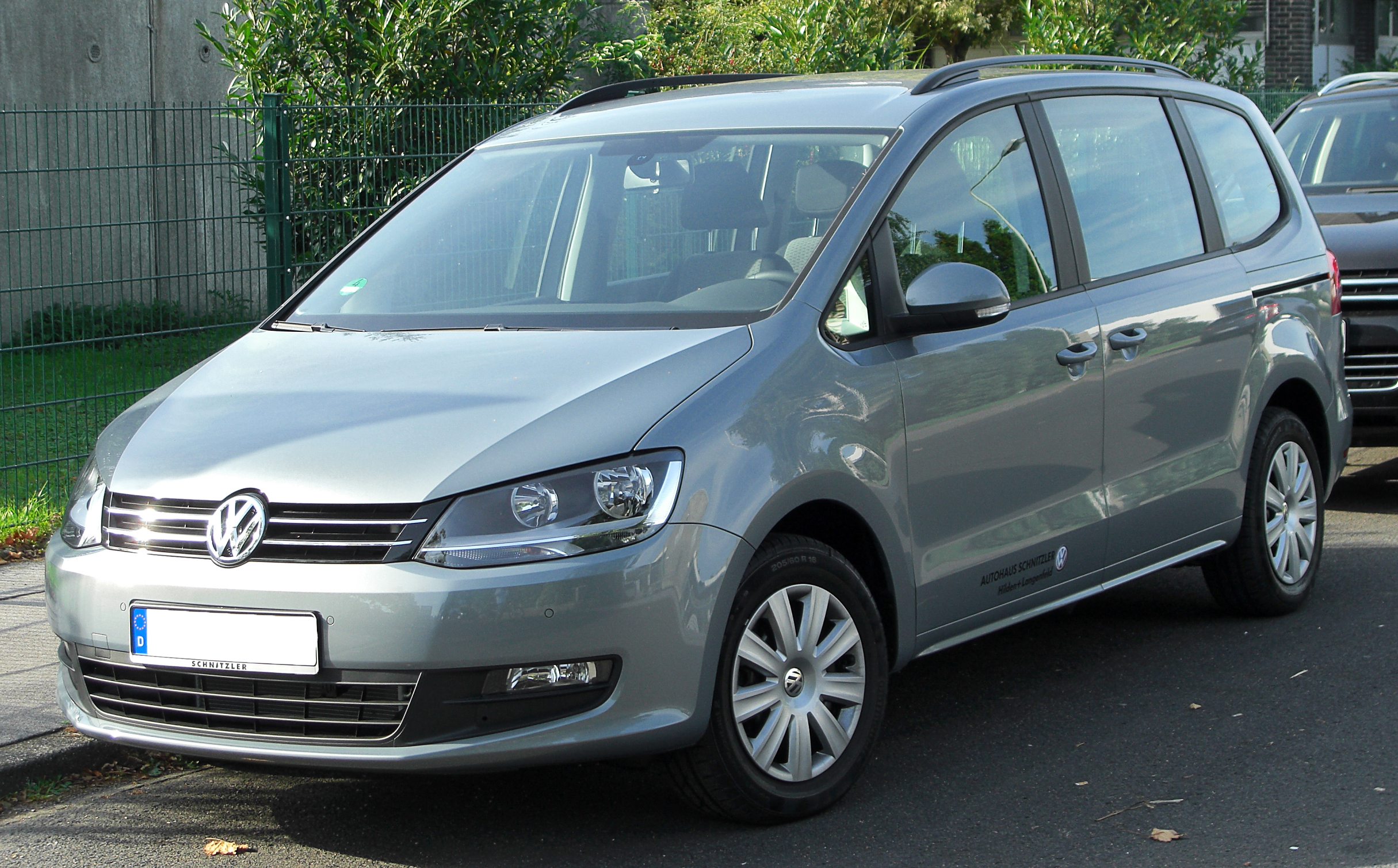
Volkswagen Sharan Португалія (1995-теперішній час)
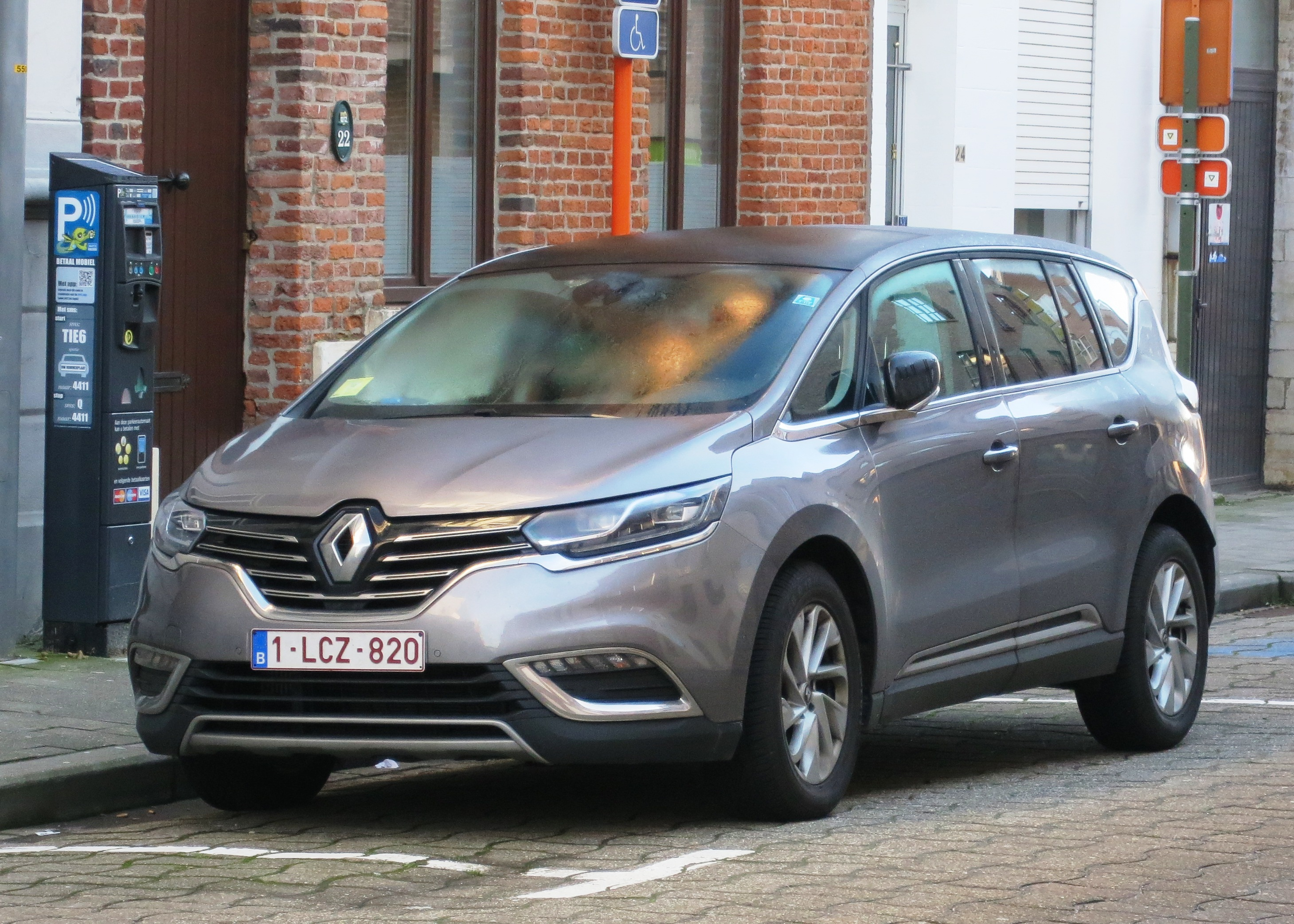
Renault Espace Франція (1984–теперішній час)
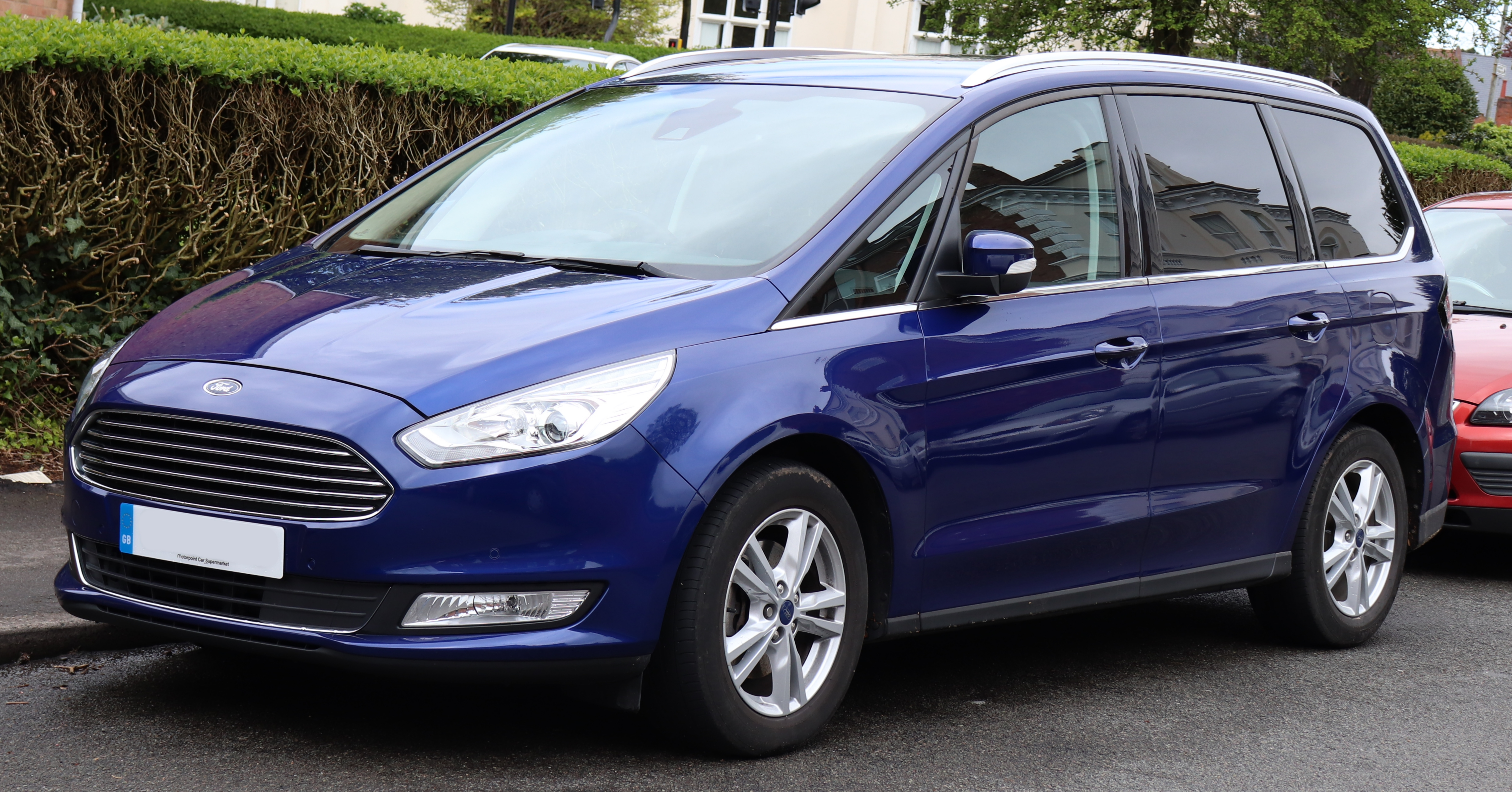
Ford Galaxy Іспанія (1995-теперішній час)

## Див. Також
- Європейська класифікація легкових автомобілів
- Класифікація автомобільного транспорту
- Класифікація легкових автомобілів
- Мінівен